# 創作落語会
創作落語会（そうさくらくごかい）とは、1962年から始まった新作落語発表会という形を採った落語の興行の一つである。

## 概要
毎月末土曜日を定期公演日とし、必ずメンバーが新作を口演する事を旨としていた。新作の内容としては落語作家が書いたものが中心だったが、自作のもの、海外文学の翻案、日本の伝説を題材にしたものなどもあり、当初は「医学落語」「心理落語」「ミュージカル落語」などのようにそれぞれの噺にタイトルを付けていた。元々この企画を発案したのはニッポン放送ディレクターの田中秀男であり、ニッポン放送の後援のもと小島貞二や大西信行といった落語に縁の深い面々も運営に参画した。

## メンバー
- 4代目桂米丸
- 2代目三遊亭歌奴
- 3代目三遊亭圓右
- 三遊亭小金馬
- 5代目春風亭柳昇
- 初代林家三平

のち1965年には5代目柳家つばめも参加している。

### 第1回の内容
第1回創作落語会は1962年9月29日、東京ヴィデオ・ホールで開かれた。
- 「病気を楽しむ男」（医学落語・作：名和青朗）演：三遊亭小金馬
- 「栴檀の木」（伝説落語・作：粕谷泰三）演：三遊亭圓右
- 「口とこころ」（心理落語・作：有崎勉）演：桂米丸
- 「危険な関係」（ミュージカル落語・作：はかま満緒）演：林家三平
- 「靴」（ホーム落語・作：林鳴平）演：春風亭柳昇
- 「首飾り」（翻訳落語・原作：モーパッサン）演：三遊亭歌奴
- 特別出演：柳家金語楼

（粕谷泰三は圓右の本名、有崎勉・林鳴平はそれぞれ金語楼と柳昇のペンネームである）
ニッポン放送はこの公演を録音し放送した。田中としては番組の制作も兼ねていたといえる。

## 芸術祭奨励賞
1963年11月30日の第14回創作落語会公演は、団体として以下のプログラムで芸術祭に参加した。
- 「表彰状」（作：大野桂）演：三遊亭小金馬
- 「遺言」（作：正岡容）演：三遊亭歌奴
- 「賢明な女性たち」（作：星新一）演：桂米丸
- 「一文笛」（作：中川清）演：3代目桂米朝
- 「義理固い男」（作：玉川一郎）演：春風亭柳昇
- 「時の氏神」（作：粕谷泰三）演：三遊亭圓右
- 「笑の表情」（作：はかま満緒）演：林家三平
- 特別出演：5代目古今亭志ん生

（中川清は米朝の本名である）
その結果、昭和38年度（第18回）の芸術祭奨励賞を受賞することとなった。

## その後・終焉
発会当初からニッポン放送が後援していたのだが、いつしかそれが無くなり、NETテレビの中継が入っていた時期もある。公演会場は東京ヴィデオ・ホールから東宝演芸場に移り、さらに本牧亭を経て、1972年には神楽坂毘沙門天内のホールを使って公演を続けた。1976年4月5日には150回に達したが、この頃になると皆なかなか新しい噺を作る事が出来なくなり、旧作の再演や焼き直しが多くなってきた。そんな事から各人がやりたい噺をする「なかよし会」に改称する事になり、20年弱つづいた創作落語会も終焉を迎える事になった。

## エピソード
林家三平は当初こそ上記にある通りまともな演題の新作落語を演じていたのだが、いつしか「○月の唄」というタイトル（○内にはその月が入る。作者は海老名泰一郎（三平の本名）となっていた）で毎回いつもどおりの小噺と漫談の「三平落語」を演じていた。4代目桂米丸は毎回同じネタで受けさせるのは並大抵のことではないと感嘆し、三平の凄さを感じたと記しているが、4代目三遊亭金馬はここでストーリーのある新作落語に取り組んでいればもっと芸に幅のある面白い落語家になれたのではないかと記している。